# 타냐 버레진

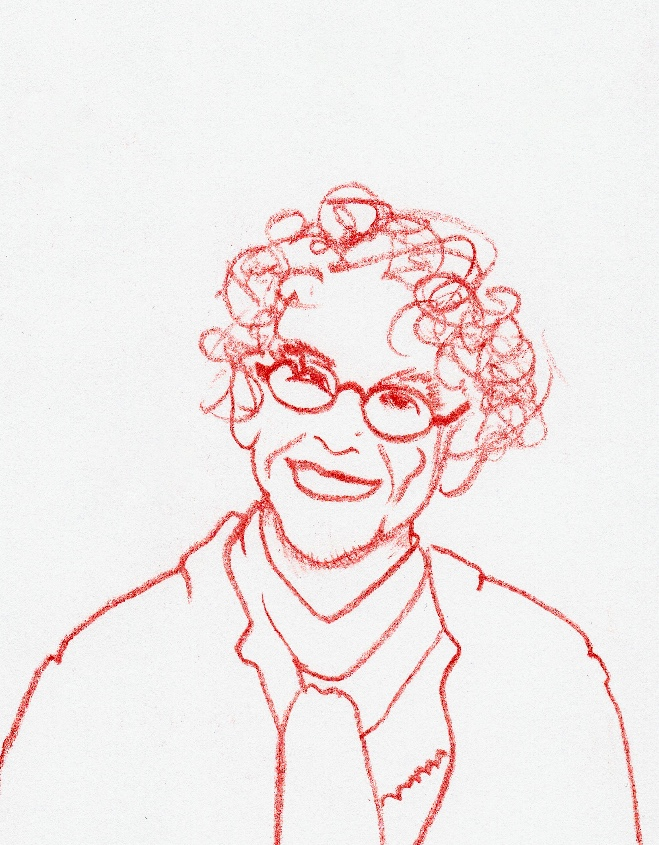

타니아 베러진(Tanya Berezin, 1941년 3월 25일 ~ 2023년 11월 29일)은 미국의 배우, 무대 연출가이다.
필라델피아에서 태어났다.

## 출연 작품
- 데드 퍼니 (1994년)
- 사랑할 수 밖에 없는 그대 (1991년)
- 사랑의 기적 (1990년)
- 오랜 친구 (1989년)
- 콤프러마이징 포지션스 (1985년)
- 걸프렌즈 (1978년)

### 텔레비전
- NBC Special Treat (1976) - "Luke Was There" 편
- 로앤오더: 범죄 전담반 (1991-2004)